# 阿部宗明
阿部宗明（日语：／ Abe Tokiharu，1911年4月3日—1996年8月9日），日本魚類學家，是美國魚類學家和爬蟲學家協會（ASIH）的榮譽外國成員。1996年因為腦溢血在東京的醫院過世。

## 所命名的分類
（列表可能不完整）
- 10个阿部宗明命名的生物分类

## 外部連結
- Fishbase entry （页面存档备份，存于）